# Gustav Bergmann
Gustav Bergmann (4. květen 1906, Vídeň - 21. duben 1987, Iowa City) byl rakousko-americký filozof (pozitivista) a matematik.
Studoval matematiku, právo a filozofii na Vídeňské univerzitě, v roce 1938 emigroval do USA, kde čtyřicet let vyučoval na Univerzitě Iowa. Byl extrémní realista. V roce 1950 se stal řádným vysokoškolským profesorem filozofie a psychologie.
V roce 1928 získal titul PhD. v matematice, krátce předtím ho Friedrich Waismann pozval na sérii setkání filozofů, vědců, matematiků a ostatních intelektuálů. Tehdy se zapojil do filozofického proudu logický pozitivismus. V Berlíně spolupracoval s Albertem Einsteinem na komplexních aspektech jeho fyzikálních prací. Ve svých filozofických pracích využíval metody převzaté z matematiky.

## Dílo
- The Metaphysics of Logical Positivism (1954).
- Meaning and Existence (1959)
- Logic and Reality (1964)
- The Ontological Turn (1974)
- New Foundations of Ontology (1992)